# Hiroshi Kawaguchi
Hiroshi Kawaguchi  é um compositor de músicas de jogos eletrônicos, sendo autor e coautor de músicas para os jogos da Sega, abrangendo diferentes consoles e plataformas. Durante os anos 90, foi tecladista da S.S.T. Band, que era uma banda composta por músicos que trabalhavam na Sega.
Entre suas composições mais famosas, estão as que fez para os jogos Out Run, Alex Kidd: The Lost Stars, After Burner e Fantasy Zone.

## Composições
| - Girl's Garden (1984) - com Yuji Naka - Hang-On (1985) - Space Harrier (1985) - Alex Kidd: The Lost Stars (1986) - Ghost House (1986) - Out Run (1986) - Enduro Racer (1986) - Fantasy Zone (1986) - After Burner (1987) - After Burner II (1987) - Dynamite Dux (1988) - Hot Rod (1988) - com N.Y - Power Drift (1988) - Turbo Outrun (1989) - com Yasuhiro Takagi - Sword of Vermilion (1989) - com Yasuhiro Takagi - G-LOC: Air Battle (1990) - com Yasuhiro Takagi - GP Rider (1990) - com Takenobu Mitsuyoshi - Rent-A-Hero (1991) | - Ninja Burai Densetsu (1991) - OutRunners (1992) - "América do Sul" (com Takayuki Nakamura) e "Espanha" - Sonic the Hedgehog (1992) - com Keitaro Hanada e Naoki Tokiwa - Metal Fangs (1993) - Dragon Ball Z: V.R.V.S. (1994) - com David Leytze e Kentaro Shoda - Rail Chase The Ride: Eiyuu Fukkatsu Hen (1994) - Cool Riders (1995) - Sega Ages: OutRun (1996) - WaveRunner (1996) - Sega Touring Car Championship (1996) - com vários outros - Sega Ages: Fantasy Zone (1997) - Le Mans 24 (1997) - suporte sonoro - Virtua Fighter 3tb (1997) - programação sonora - Sega Ages: Power Drift (1998) | - Rent A Hero No.1 (2000) - com Kojiro Mikusa e Kayoko Matsushima - Crackin' DJ (2000) - com vários outros - Crackin' DJ Part 2 (2001) - com vários outros - Derby Owners Club Online (2004) - Sega Ages 2500 Series Vol. 21: SDI & Quartet ~Sega System 16 Collection~ (2005) - teclados - Sega Rally 2006 (2006) - com vários outros - OutRun 2006: Coast 2 Coast (2006) - com Fumio Ito - After Burner Climax (2006) - OutRun 2 SP (PS2 version) (2007) - piano - Sega Ages 2500 Series Vol. 30: Galaxy Force II Special Extended Edition (2007) - produtor sonoro, teclados - Derby Owners Club 2008 (2008) - Yakuza 3 (2009) - produtor sonoro - Tetris Giant (2009) - Yakuza 4 (2010) - suporte sonoro - maimai (2012) - com vários outros - Gotta Protectors (2014) - com vários outros |